# Kerivoula furva
Kerivoula furva är en fladdermus i familjen läderlappar som förekommer i Sydostasien.

## Utseende
Arten har en påfallande mörk päls vad som skiljer den från alla andra släktmedlemmar som lever i samma region. Den har ungefär samma storlek som Kerivoula hardwickii och Kerivoula titania. Skenbenet är kortare i jämförelse till andra skelettdelar än hos dessa två arter. Dessutom förekommer skillnader i kraniets detaljer. Med 31 till 37,5 mm långa underarmar och en vikt av 4 till 7 g är Kerivoula furva medelstor inom släktet Kerivoula. De trattformiga öronen har en längd av 14,3 till 15,2 mm och öronens kanter är tydlig mörkare än de centrala delarna. Ovansidan är täckt av brunsvart till svartgrå päls. Håren som bildar ovansidans päls är enhetlig färgade förutom en lite mörkare spets. Undersidans päls bildas av hår som är mörka vid roten. Dessa hår har vid bukens mittlinje bruna spetsar. Längre fram mot kroppssidorna är hårspetsarna ljusgråa. Hos några individer har alla hår på undersidan gråa spetsar.

## Utbredning
Exemplar av arten hittades främst på Taiwan. Andra fynd registrerades i delstaten Meghalaya i Indien, i delstaten Kachin i Myanmar, på Hainan och i sydöstra Kina. På Taiwan upptäcktes de flesta individer i städsegröna skogar i låglandet och i bergstrakter upp till 1600 meter över havet. Kerivoula furva besöker även angränsande landskap med bambu och odlingsmark där bland annat banan och betelpalm odlas.

## Ekologi
I individernas magsäck hittades rester av spindlar och kackerlackor. Enligt en studie från 2013 plockar arten sina byten från växtdelar med hjälp av svansflyghuden. Kerivoula furva hittar sina byten med hjälp av ekolokalisering. Liksom hos andra släktmedlemmar har ljudet som används en stor bandbredd. I ljudet ingår mycket höga frekvenser och lätena upprepas särskild ofta. För att vila uppsöker arter ihåliga stjälkar av bambu eller den sover i hoprullade bananblad. Vid viloplatsen registrerades ensamma exemplar eller mindre grupper med två till tio medlemmar. Dräktiga honor dokumenterades mellan mitten av april och mitten av maj. Dessutom hittades honor med aktiva spenar mellan mitten av maj och början av juli.